# Anatomia descriptiva humana
L'anatomia descriptiva humana estudia l'estructura del cos humà quant a la seva pura descripció anatòmica. És aquella part de l'anatomia que s'encarrega de la descripció de la forma, superfície, pes, mides, color, etc.

## Història
La terminologia anatòmica ha patit diverses modificacions en els últims anys. A finals del segle xix existia una certa confusió entre els anatomistes de tot el món sobre la terminologia anatòmica, ja que hi havia uns 50.000 termes per descriure les diverses parts del cos i sovint les mateixes estructures eren denominades de diferent manera. Aquestes diferents maneres d'utilitzar els noms depenien, entre altres coses, de l'escola i del país on s'havia format cada anatomista.
L'any 1975 s'amplia l'anatomia afegint histologia i l'embriologia.
L'any 1895 s'unifiquen els nombres de les estructures de la Nòmina Anatòmica de Basilea. Es van incloure uns 5000 termes en llatí (dels 50000 que hi havia).
El Comitè Internacional de la Nòmina Anatòmica i l'Edició de la Nòmina Anatòmica l'any 1955 es modifiquen altra vegada. Les revisions van ser fetes a Jena (1935) i a París (1955).
Comitè Federal sobre Terminologia Anatòmica, modificació feta l'any 1989.
I per acabar la Terminologia Anatòmica Internacional, feta l'any 1998, consensuats a nivell internacional. El comitè federatiu es va encarregar d'actualitzar els últims termes de l'anatomia actual.

## Nomenclatura del posicionament

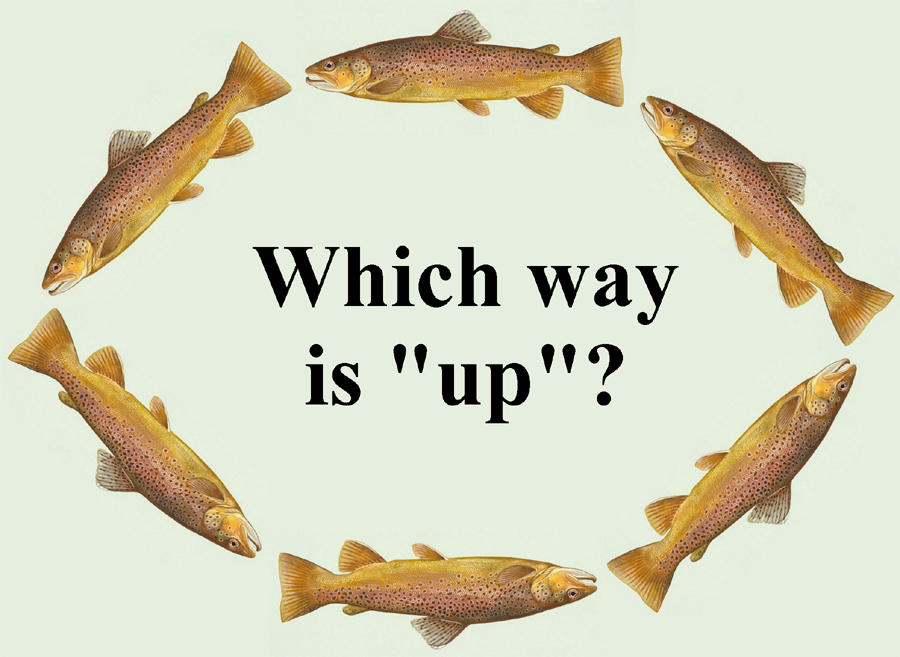
Figura 1: Els animals solen canviar de posició respecte del seu entorn.

## Nomenclatura del moviment
El moviment de flexió-extensió es fa al voltant de l'eix transversal (dreta- esquerra) i sobre un pla sagital.
- Flexió → disminució de l'angle entre dos ossos o zones.
- Extensió → augment de l'angle entre dos ossos o zones. A vegades, una hiperextensió pot provocar traumatismes.

En l'extremitat superior, els músculs flexors són anteriors i els extensors són posteriors. En canvi, en l'extremitat inferior, els músculs flexors són posteriors i els extensors són anteriors.
El moviment d'abducció-adducció (ABD-ADD) es fan al voltant de l'eix antero-posterior i sobre un pla frontal (en les mans i els peus, l'eix del mig passa a estar en el dit cor):
- Abducció → separació de l'eix del mig del cos.
- Adducció → aproximació de l'eix del mig del cos.

El moviment de rotació es fa al voltant de l'eix vertical i sobre un pla transversal:
- Rotació interna → s'apropa al centre del cos.
- Rotació externa → S'allunya del centre del cos.

Però existeixen altres moviments, típics de les articulacions concretes, com ara:
- Pronació – Supinació → Ho fa l'avantbraç i la mà. La pronació consisteix a moure el palmell de la mà cap a baix i la supinació és moure el palmell de la mà cap amunt.
- Inversió – Eversió → Passa al peu. L'eversió és quan la planta del peu mira cap a fora i la inversió és quan la planta del peu mira cap endins.
- Flexió dorsal – Flexió plantar → Passa al peu. La flexió plantar és flexionar el peu per posar-te de “puntetes”. En canvi, la flexió dorsal és flexionar el peu cap amunt com si els dits del peu senyalessin cap amunt.
- Elevació – Depressió → Passa a l'esquena. Elevar significa pujar l'esquena cap amunt i la depressió significa baixar l'esquena cap a baix.
- Anteversió – Retroversió → És quan els òrgans o estructures es recolzen en el seu eix transversal, s'inclinen cap endavant (anteversió) o cap enrere (retroversió).
- Antepulsió – Retropulsió → Passa en un pla sagital. És la projecció cap endavant (antepulsió) o cap enrere (retropulsió). És típica de l'espatlla.
- Protusió – Retrusió → Passa en la mandíbula. La protusió és el moviment de moure la mandíbula cap endavant i la retrusió és moure la mandíbula cap endins.
- Inclinació → Passa al tronc. Inclinar cap a un costat significa moure el tronc cap a un costat (la part inferior del tronc es queda quieta).
- Circumducció → Ho fan les articulacions amb superfície esfèrica. És la suma de tots els moviments i de tots els plans. La més característica és el glen humeral.
- Oposició – Reposició → passa en la mà. L'oposició és apropar el dit gros als altres dits i la reposició és tornar a la posició anatòmica.

## Proporcions
En els adults, la longitud del cos és 8 vegades la longitud del cap i la línia mitjana creua el pubis. En canvi els nens, la longitud del seu cos és 4 vegades la longitud del cap i la línia mitjana creua el melic. Leonardo da Vinci va estudiar la proporció en l'home de Vitruvi. Els seus estudis sobre l'home i la seva proporció van ser molt importants. Les proporcions que va establir Leonardo da Vinci amb els seus estudis amb l'home de Vitruvi van ser:
- Un palmell equival a l'amplada de quatre dits.

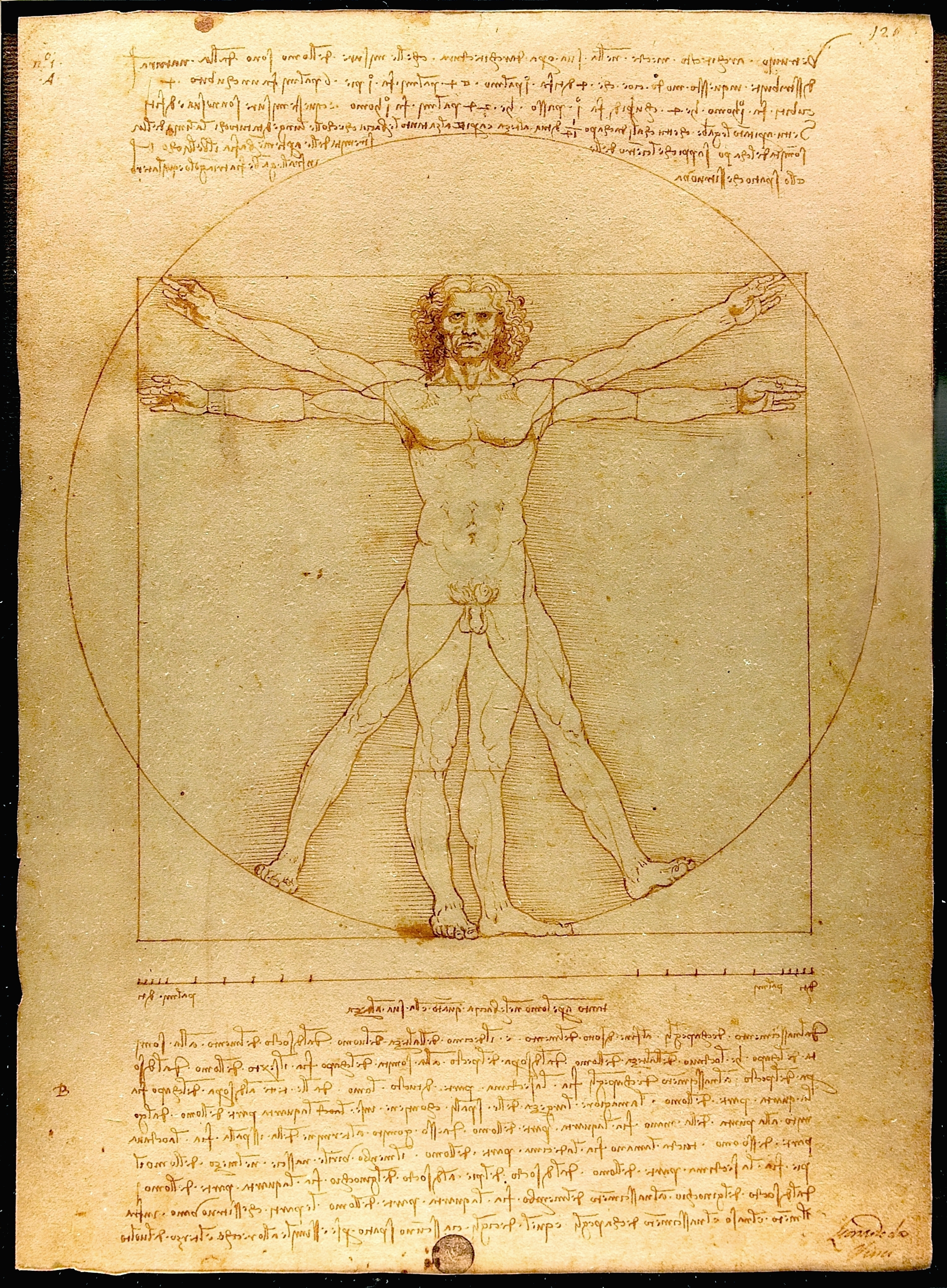
L'Home de Vitruvi

- Un peu equival a l'amplada de quatre palmells (12 polzades).
- Un avantbraç equival a l'amplada de sis palmells.
- L'alçada d'un home són quatre avantbraços (24 palmells).
- Una passa és igual a un avantbraç.
- La longitud dels braços estesos (envergadura) d'un home és igual a la seva alçada
- La distància entre el naixement dels cabells i el mentó és un dècim de l'alçada d'un home.
- L'alçada del cap fins al mentó és un vuitè de l'alçada d'un home.
- La distància entre el naixement dels cabells a la part superior del pit és un setè de l'alçada d'un home.
- L'alçada del cap fins al final de les costelles és un quart de l'alçada d'un home.
- L'amplada màxima de l'espatlla és un quart de l'alçada d'un home.
- La distància del colze a l'extrem de la mà és un cinquè de l'alçada d'un home.
- La distància del colze a l'aixella és un vuitè de l'alçada d'un home.
- La longitud de la mà és un dècim de l'alçada d'un home.
- La distància del mentó al nas és un terç de la longitud de la cara.
- La distància del colze a l'extrem de la mà és un cinquè de l'alçada d'un home.
- La distància del colze a l'aixella és un vuitè de l'alçada d'un home.
- La longitud de la mà és un dècim de l'alçada d'un home.
- La distància del mentó al nas és un terç de la longitud de la cara.
- La distància entre el naixement dels cabells i les celles és un terç de la longitud de la cara.
- L'alçada de l'orella és un terç de la longitud de la cara.
- La distància des de la planta del peu fins a sota el genoll és la quarta part de l'home.
- La distància des de sota el genoll fins a l'inici dels genitals és la quarta part de l'home.
- L'inici dels genitals marca la meitat de l'alçada de l'home.

## Simetria humana
Hi ha una simetria des d'un punt de vista dels ossos (solem tenir dos iguals, un a cada costat); això no passa amb les vísceres, en les que hi ha una lateralització.

## Biotipologia
El biòtop o fenotípic extern (l'aspecte) és el conjunt de qualitats morfològiques ja siguin hereditàries (genètiques) o adquirides (obtingudes degut a l'ambient, com per exemple la nutrició, la retenció de líquids el desenvolupament muscular.
Si es mesura per la massa, utilitzem l'índex de massa corporal (IMC) de Quételet. És un índex que només és aplicable a majors de 18 anys, ja que es considera una edat en la qual el cos ja ha estat desenvolupat. L'IMC és el pes dividit per l'estatura al quadrat (kg/m2). No té unitats. L'índex ideal en els homes és de 20 - 25 i en les dones l'índex ideal és de 18,5 – 25.
Si es mesura per la forma, utilitzem l'índex de Rees i Eysenck. L'índex és l'altura multiplicada per 100 i dividida pel diàmetre transvers del tòrax i finalment ho multipliquem per 6. Depenent del resultat es pot classificar en:
- Estructures verticals o allargades (leptosòmics o longilis) → Quan el resultat és més de 100. Domina la talla sobre el pes i la longitud sobre les mides transversals i sagitals.
- Estructures horitzontals o gruixudes (picnics o brevilinis) → Quan el resultat és menor de 90. Hi ha un domini del pes sobre la talla i els diàmetres transversals i sagitals sobre la longitud.

La forma del cos humà, també es pot definir amb els conceptes de E. Kretschmer i Sheldon:
E. Kretschmer va ser un psiquiatre i neuròleg. L'any 1924 va definir el concepte forma i va anomenar les diferents formes que pot tenir un cos humà. 

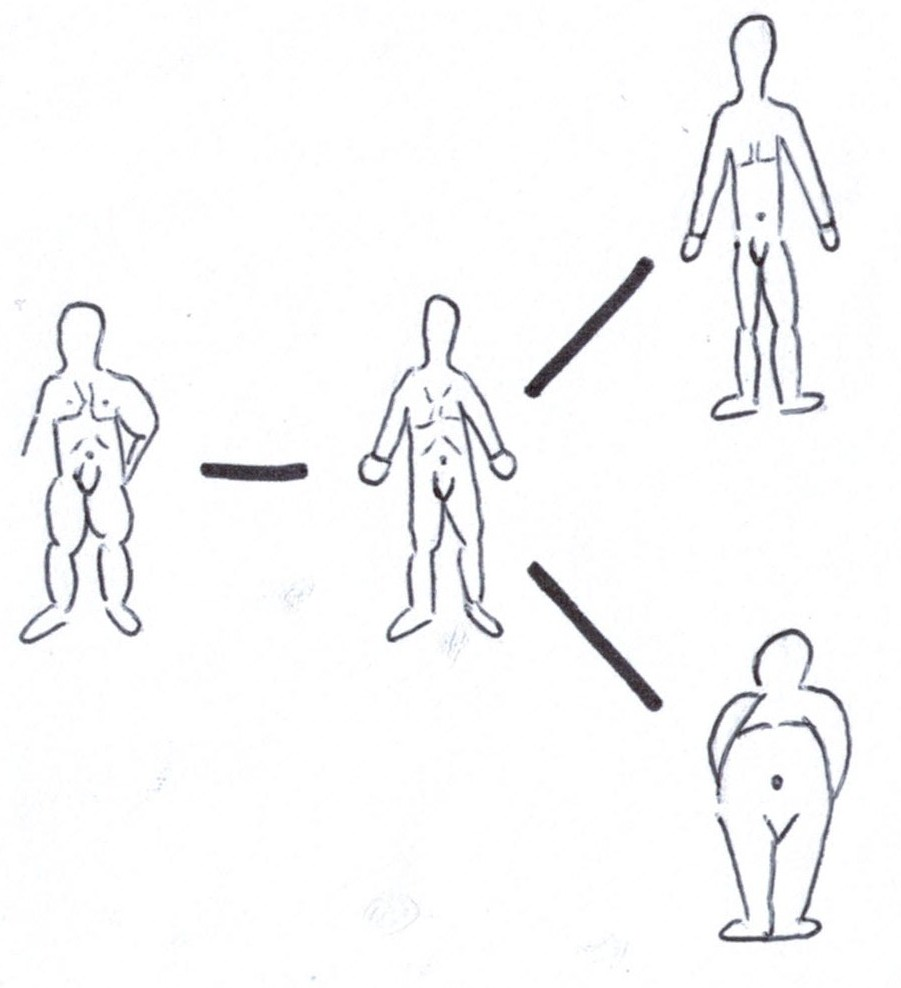
El primer cos és del tipus atlètic segon Kretschmer o mesomorf segons Sheldon, després trobem al cos humà normal i finalment tenim a d'alt el leptosòmic segon Kretschmer o ectomorf segons Sheldon i a baix el picnic segons Kretschmer o endomorf segons Sheldon.

L'any 1929 va ser nominat al Premi Nobel de Fisiologia o Medicina. Va morir l'any 1964.
Segon Kretschmer hi havia quatre tipus de formes del cos humà:
- Leptosòmic → Predomini de les formes allargades.
- Picnic → Predomini de les formes rodones.
- Atlètic → Predomina la gran musculatura.
- Dipàsic → És el cos que tenen les persones amb deformacions.

William Herbert Sheldon va ser un psicòleg i numismàtic americà. Va crear també uns altres concepte de la forma que pot tenir un cos humà, diferents a les que va crear Kretschmer.
Segons Sheldon, el cos pot ser:
- Ectomorf → Si predomina les formes allargades
- Endomorf → Si predomina les formes rodones.
- Mesomorf → Si predomina una gran musculatura.